# Apiochaeta aterrima
Apiochaeta aterrima är en tvåvingeart som beskrevs av Malloch 1933. Apiochaeta aterrima ingår i släktet Apiochaeta och familjen träflugor. Inga underarter finns listade i Catalogue of Life.